# 壺井繁治

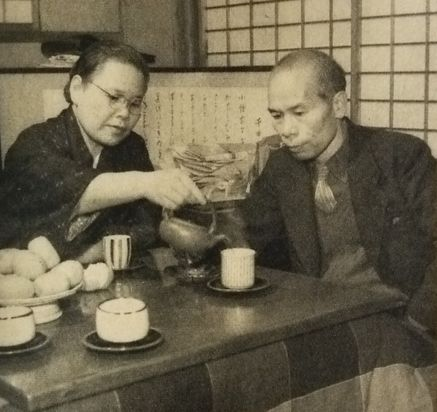
妻・栄とともに（1955年）

壺井 繁治（つぼい しげじ、1897年（明治30年）10月18日 - 1975年（昭和50年）9月4日）は、日本の詩人。日本共産党員。

## 略歴
香川県小豆郡苗羽村（現在の小豆島町）出身、早稲田大学に学ぶ。1920年代にはアナキズムの陣営に属し、『赤と黒』などに拠って詩作をはじめた。その後、共産主義に接近、プロレタリア文学の詩の分野で活躍した。1930年代には何度か投獄され、その後は小熊秀雄や村山知義たちと〈サンチョ・クラブ〉を結成し、風刺的な詩を作っていた。
1925年（大正14年）に作家の壺井栄と結婚。
戦後は新日本文学会の創立に参加し、発起人となる。しかし、戦後登場した武井昭夫や吉本隆明たち若手からは、戦時中の行動との差のために批判の対象にされた。その後、グループ「詩人会議」を結成し、民主主義文学の詩の分野を確立させていった。同郷の黒島伝治の業績の顕彰につとめ、岩波文庫収録の黒島作品集『渦巻ける烏の群』の解説を書いたり、『軍隊日記』を編纂したりもした。また、小林多喜二の全集の編集委員としても活躍した。
死後1978年に1973年に創設した詩人会議賞から壷井繁治賞（第6回から）に呼称を変更した。墓所は小平霊園。

## 著書
- 『壷井繁治詩集』青磁社 1942
- 『詩人の感想』新星社 1948
- 『壷井繁治詩集』真理社 1948
- 『神のしもべいとなみたもうマリア病院 諷刺詩集』九州評論社 1947
- 『抵抗の精神 壷井繁治詩論集』飯塚書店 1949
- 『新しい詩の作法』再版 (芸術技法全書)飯塚書店 1949
- 『現代詩入門』飯塚書店 1950
- 『壷井繁治詩集 日本国民詩集』三一書房 1952
- 『現代詩案内』 (現代選書)和光社 1954
- 『壷井繁治詩集』小田切秀雄編 (青木文庫)青木書店 1954
- 『壷井繁治詩集 身体検査』 (アテネ文庫) 弘文堂 1954
- 『影の国 壷井繁治詩集』五味書店 1956
- 『現代詩の一般知識』鷺の宮書房 1956
- 『現代詩の精神』 (かわず文庫)葦出版社 1956
- 『頭の中の兵士 壷井繁治詩集』緑書房 1956
- 『風船 壷井繁治詩集』筑摩書房 1957
- 『現代詩の流域』筑摩書房 1959
- 『壷井繁治詩集』飯塚書店 1960
- 『激流の魚 壷井繁治自伝』光和堂 1966
- 『馬 詩集』昭森社 1966
- 『詩と政治の対話 壷井繁治詩論集』新興書房 1967
- 『回想の詩人たち』 (新日本新書)新日本出版社 1970
- 『壷井繁治全詩集』国文社 1970
- 『公園の乞食 壷井繁治雑話集』秋津書店 1971
- 『奇妙な洪水 壷井繁治詩的散文集』秋津書店 1972
- 『現代の詩 鑑賞と批評』 (新日本新書) 新日本出版社 1972
- 『激流の魚 壷井繁治自伝』立風書房 1974
- 『老齢詩抄 詩集』八坂書房 1976
- 『壷井繁治詩集』宮崎清編 新日本出版社(新日本文庫) 1983
- 『壷井繁治全集』全5巻別巻 壷井繁治全集編集委員会編 青磁社 1988-1989

### 共編著
- 『文学古典の再認識』編 高山書院 1947
- 『日本解放詩集』遠地輝武共編 飯塚書店 1950
- 『現代作詩辞典』全3巻 近藤東, 村野四郎共編 飯塚書店 1955-1956
- 『日本のうたごえ』赤木健介共著 淡路書房 1955
- 『日本解放詩集 [第1] (夜あけの時代) 』遠地輝武共編. 青木書店,青木文庫 1956
- 『現代作詩講座』全3巻 村野四郎, 伊藤信吉共編 酒井書店 1956-1957
- 『あなたたちのための詩集』編, 朝倉摂絵. 麦書房,雨の日文庫 1958
- 『 詩集・仲間たちのあいさつ』坂井徳三共編. 新日本出版社,アカハタ文学双書) 1964
- 『日本のプロレタリア文学 名作案内』江口渙, 山田清三郎共編著. 青木書店(青木新書) 1968
- 『詩作の対話』秋村宏, 宮崎清共著 飯塚書店(入門双書) 1968